# Приморська сільська рада (Василівський район)
| Приморська сільська рада — колишній орган місцевого самоврядування у Василівському районі Запорізької області з адміністративним центром у с. Приморське. Сільській раді підпорядковані населені пункти: - с. Приморське |

## Склад ради
Рада складається з 20 депутатів та голови.

## Керівний склад сільської ради
| ПІБ                         | Основні відомості | Дата обрання | Дата звільнення |
| --------------------------- | ----------------- | ------------ | --------------- |
| Максименко Олег Миколайович | Сільський голова  |              |                 |
|                             |                   |              |                 |

Примітка: таблиця складена за даними джерела